# ウィリアム・カレン

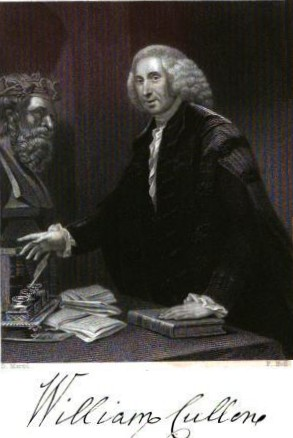
William Cullen.

ウィリアム・カレン（William Cullen、1710年4月15日 - 1790年2月5日）は、スコットランドの医師、化学者。1748年、エーテルの気化による温度低下を利用して、少量の氷をつくる実験を行ったことで、冷凍技術の歴史の最初に挙げられる化学者である。

## 生涯
スコットランドのサウス・ラナークシャー州ハミルトンに生まれた。グラスゴー大学、エディンバラ大学で医学を学び､医者となるが､自然科学、特に化学に興味をもった。1740年にグラスゴー大学で薬学の学位を取り、1747年には化学の講師となった。1755年にエディンバラ大学の化学の教授となった。
カレンは「スコットランドの啓蒙時代」の中心となった人物の一人で、哲学者デイヴィッド・ヒュームの友人でかかりつけ医師であった。1773年から2年間グラスゴー王立医学、外科学校（Royal College of Physicians and Surgeons of Glasgow）の学長を務め、1790年までスコットランド王の侍医を務めた。1777年に王立協会の会員に選ばれた。エディンバラ王立協会の認可を推進した一人で、1783年にエディンバラ王立協会は認可され創立メンバーとなった。
教師として多くの学生を育て、当時の医学や化学に指導的な人物を育てた。その中にはフィラデルフィアでアメリカ大陸（当時植民地）の最初の医学校の設立の中心となったベンジャミン・ラッシュやイギリス海軍の医療の再建者となったギルバート・ブレーン（Gilbert Blane）やロンドン王立医学会の設立者となるジョン・コックニー・レットサム（John Coakley Lettsom）やその後の化学の定量的手法や熱学の基礎を築いたジョゼフ・ブラックがいる。また「ブラウニズム」と呼ばれる医療理論を提唱し、カレンと対立することになったジョン・ブラウンも弟子であった。「ブラウニズム」はドイツなどヨーロッパの各国に影響を与えた。

## 冷凍技術への貢献
1756年公開の実験でジエチルエーテルの溶液を入れた容器を低圧にして、ジエチルエーテルを沸騰させ、その気化熱で周囲を冷却し、少量の氷を生じるのを示した。1748年にもグラスゴー大学で同じ実験をしたとされる。実用化はされなかったが、冷凍装置の歴史に残ることとなった。